# Equisetum mildeanum
Equisetum mildeanum är en fräkenväxtart som beskrevs av Werner Hugo Paul Rothmaler. Equisetum mildeanum ingår i släktet fräknar, och familjen fräkenväxter. Inga underarter finns listade i Catalogue of Life.